# Porrhothele antipodiana
Espèce
Synonymes
- Mygale antipodiana Walckenaer, 1837
- Mygale quoyi Lucas, 1849
- Mygale antipodum White, 1849
- Mygale hexops White, 1849
- Hexops whitei Ausserer, 1871
- Macrothele huttonii O. Pickard-Cambridge, 1873
- Macrothele insignipes Simon, 1891
- Nemesia kirkii Urquhart, 1894
- Porrhothele simoni Hogg, 1901
- Porrhothele avocae Todd, 1945

Porrhothele antipodiana est une espèce d'araignées mygalomorphes de la famille des Porrhothelidae.

## Galerie

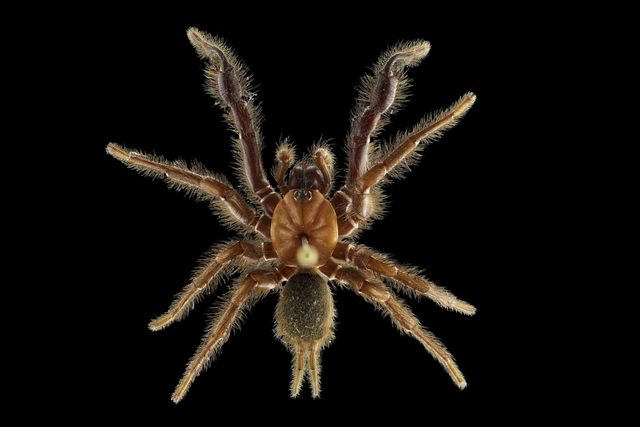
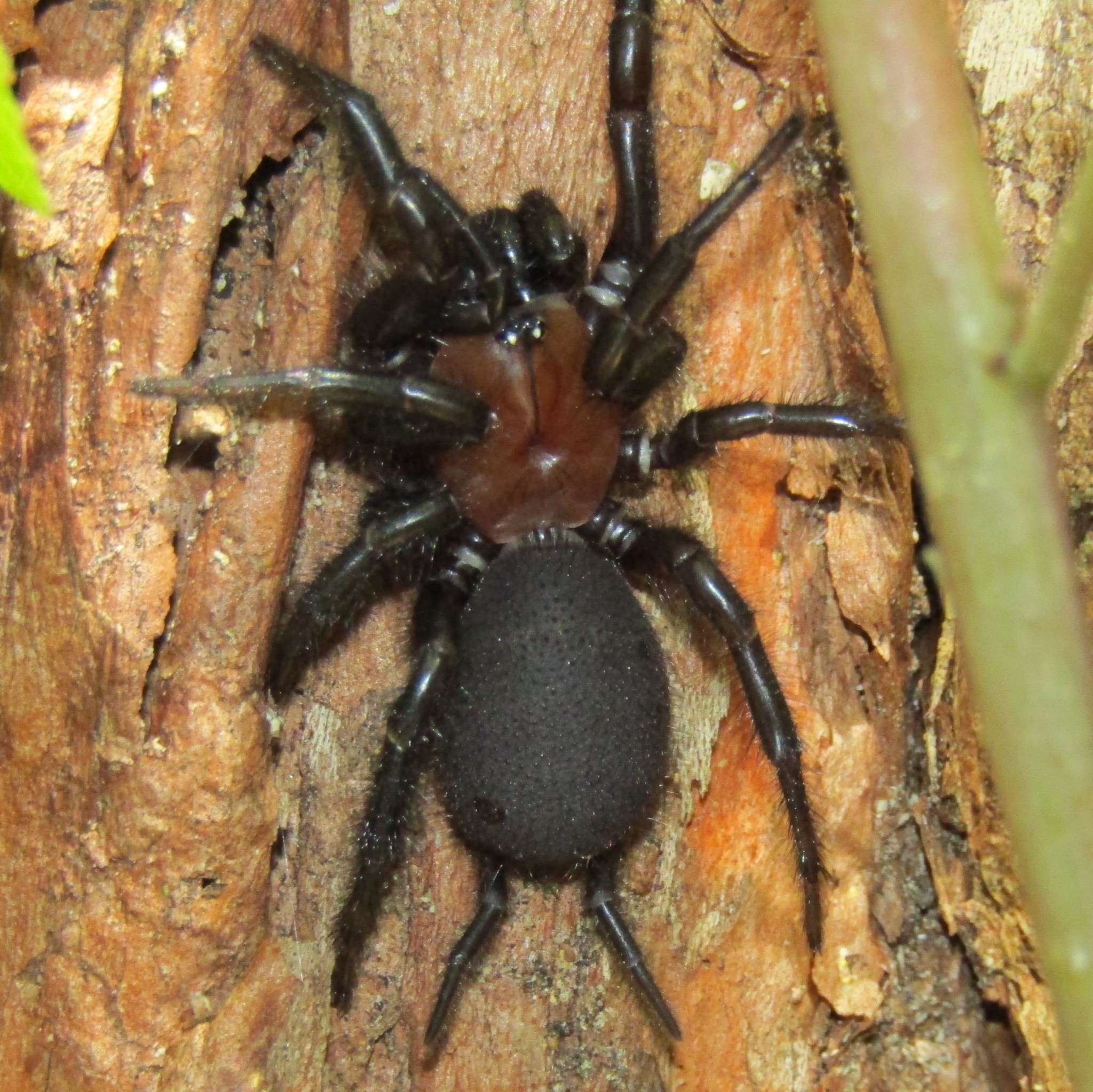
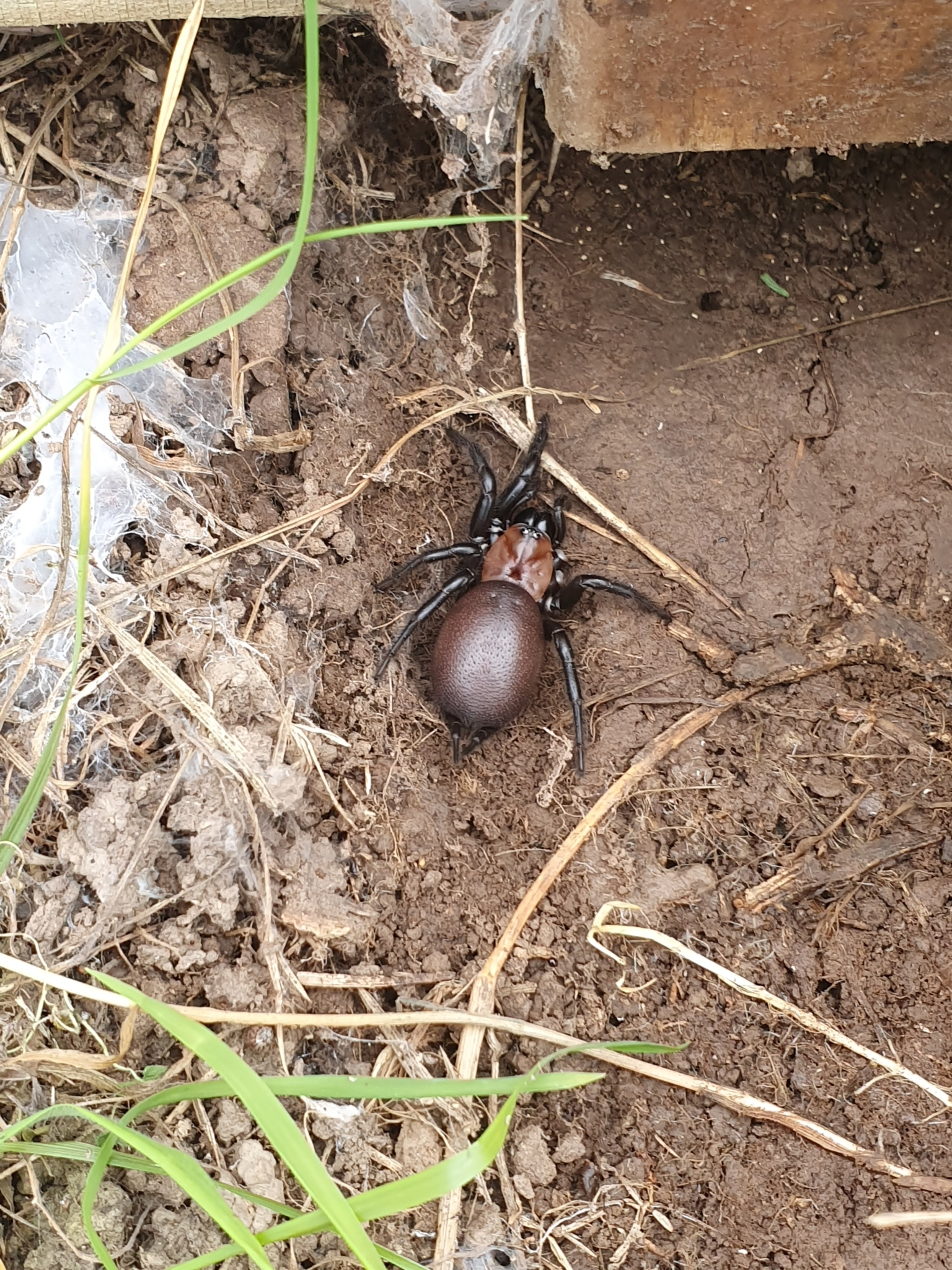
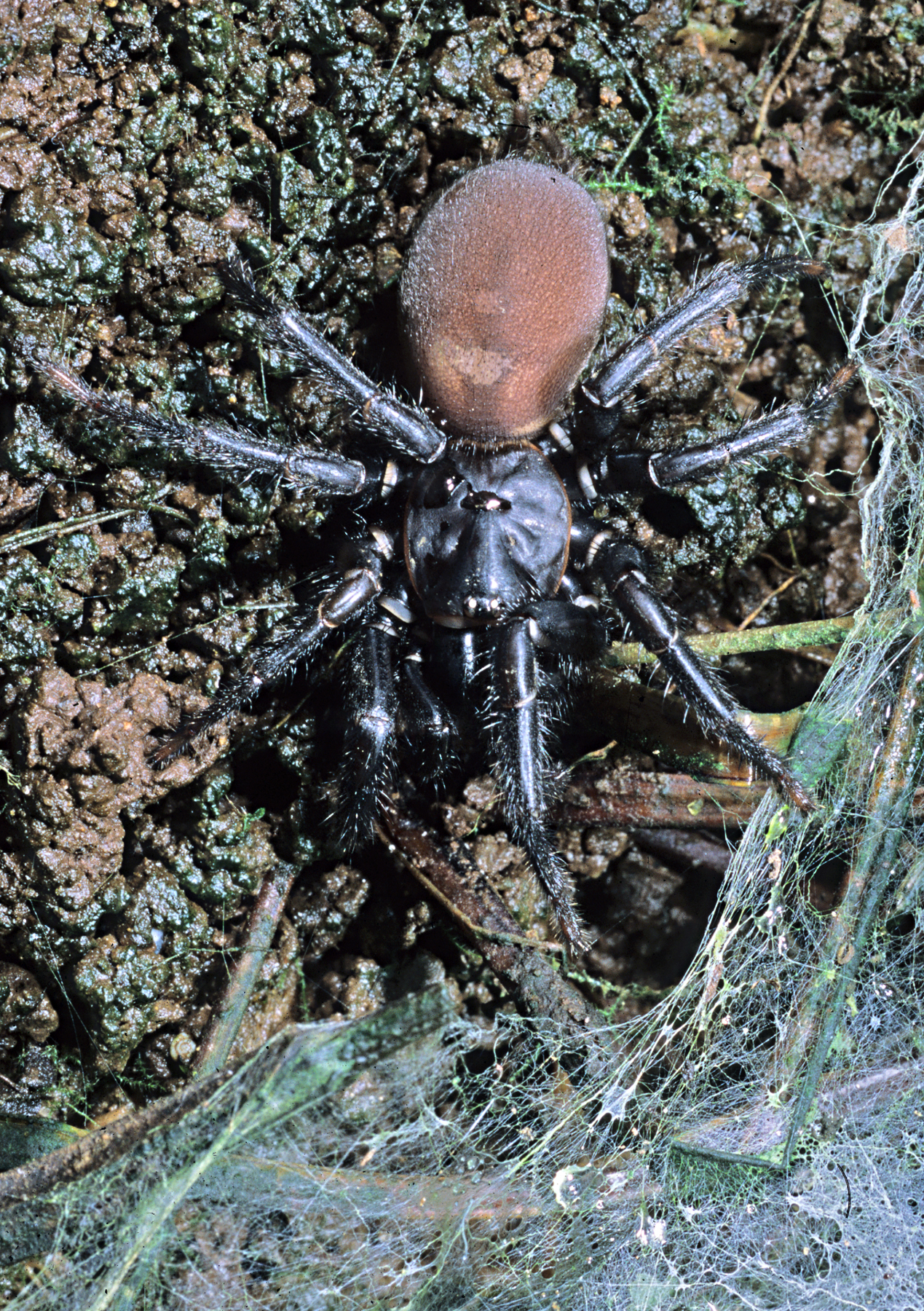
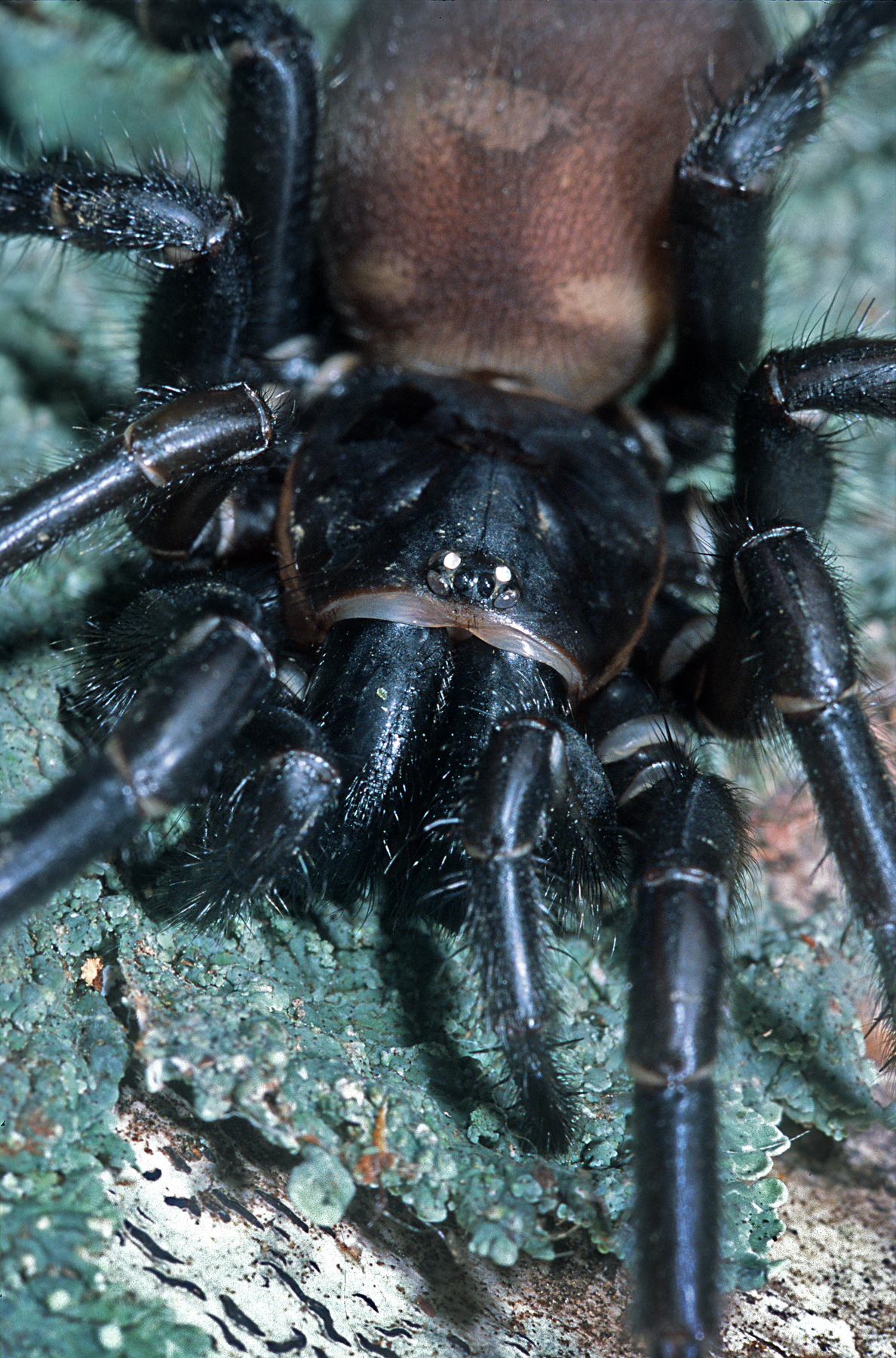

## Distribution
Cette espèce est endémique de Nouvelle-Zélande. Elle se rencontre de Auckland à Balclutha .

## Description

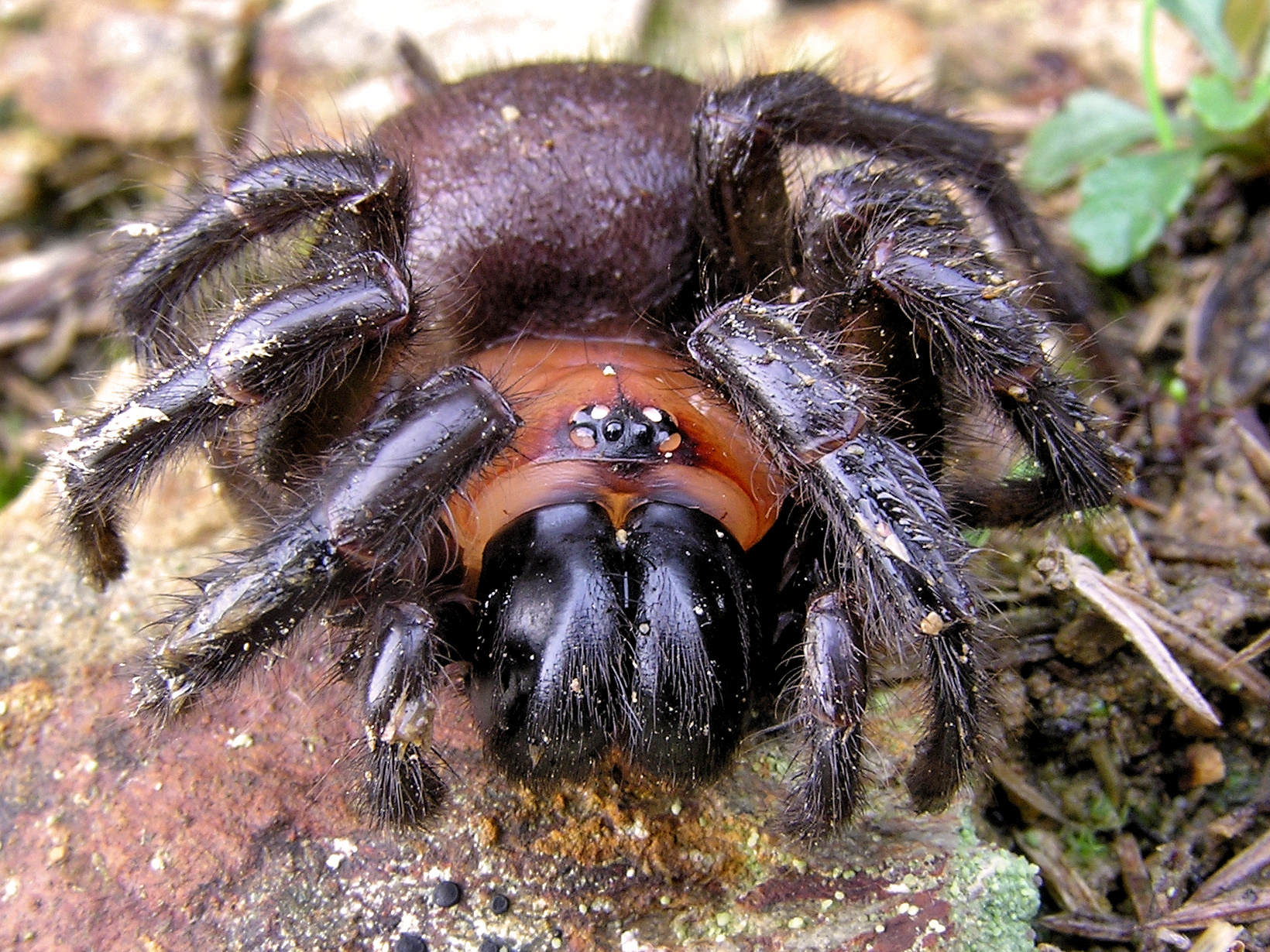
Porrhothele antipodiana

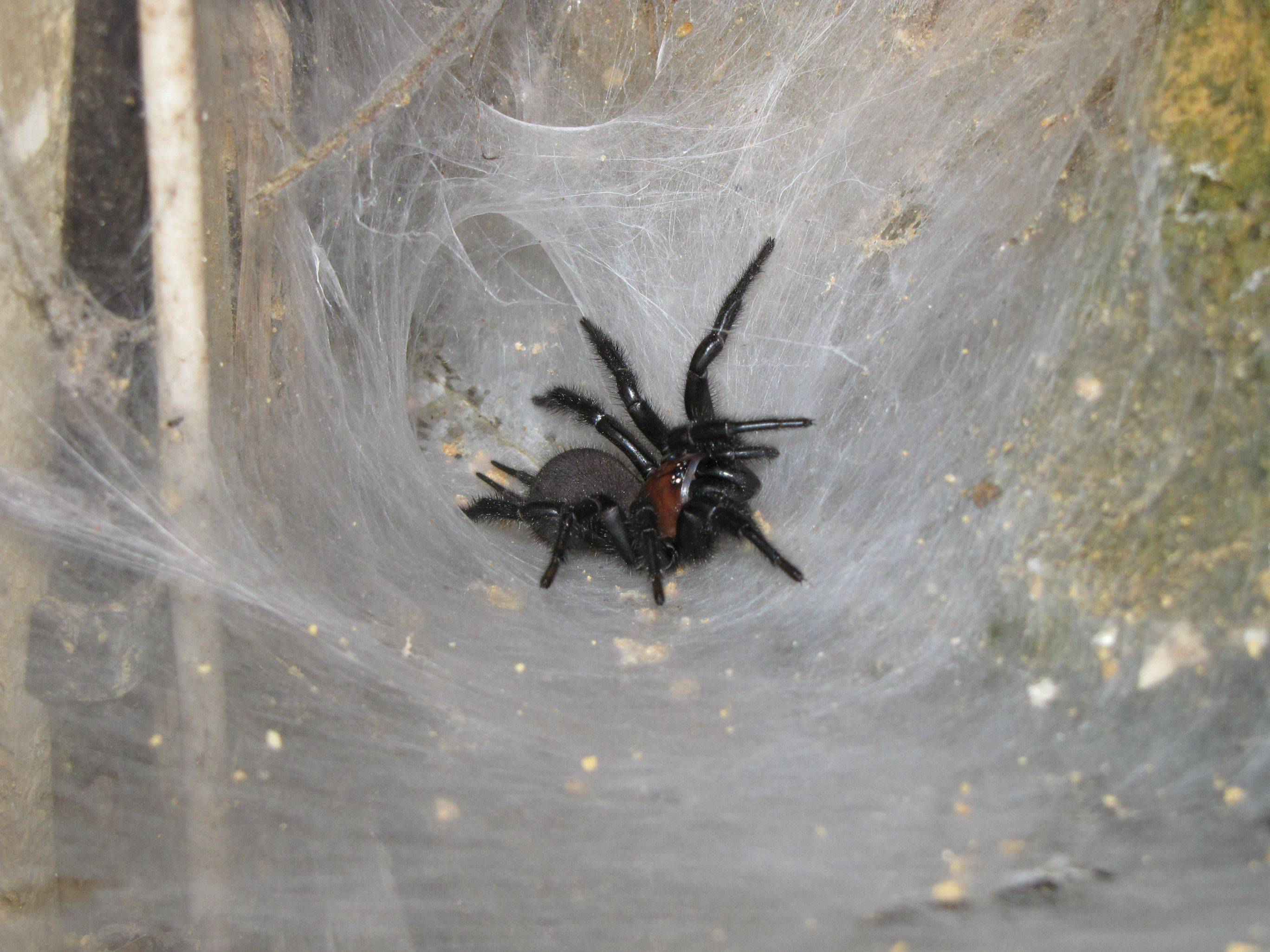
Porrhothele antipodiana et sa toile

Le corps de cette araignée mesure jusqu'à 30 mm.
La carapace du mâle décrit par Forster en 1968 mesure 9,5 mm de long sur 8,5 mm et l'abdomen 9,5 mm de long sur 8,0 mm et la carapace de la femelle 10,5 mm de long sur 9,5 mm et l'abdomen 12,0 mm de long sur 10,0 mm.

## Systématique et taxinomie
Cette espèce a été décrite sous le protonyme Mygale antipodiana par Walckenaer en 1837. Elle est placée dans le genre Porrhothele par Simon en 1892.
Nemesia kirkii a été placée en synonymie par Chamberlain en 1944.
Porrhothele simoni a été placée en synonymie par Todd en 1945.
Macrothele huttonii et Porrhothele avocae ont été placées en synonymie par Forster en 1968.

## Étymologie
Son nom d'espèce lui a été donné en référence au lieu de sa découverte, les antipodes.

## Publication originale
- Walckenaer, 1837 : Histoire naturelle des insectes. Aptères. Paris, vol. 1, p. 1-682.